# Jonathan Robert
Jonathan Robert (1986) è un ex sciatore alpino canadese.

## Biografia
Attivo in gare FIS dal dicembre del 2001, in Nor-Am Cup Robert esordì il 10 febbraio 2003 a Le Massif in supergigante (58º), ottenne il miglior piazzamento il 16 febbraio 2007 a Big Mountain nella medesima specialità (5º) e prese per l'ultima volta il via il 17 marzo 2007 a Panorama in slalom speciale (40º). Si ritirò al termine di quella stessa stagione 2006-2007 e la sua ultima gara fu uno slalom speciale FIS disputato l'8 aprile a Le Relais, chiuso da Robert al 3º posto; in carriera non debuttò in Coppa del Mondo né prese parte a rassegne olimpiche o iridate.

## Palmarès

### Nor-Am Cup
- Miglior piazzamento in classifica generale: 15º nel 2007

### Campionati canadesi
- 1 medaglia:
  - 1 bronzo (supergigante nel 2006)